# Sanashree
Sanashree (nep. सानेश्री) – gaun wikas samiti w zachodniej części Nepalu w strefie Bheri w dystrykcie Bardiya. Według nepalskiego spisu powszechnego z 2001 roku liczył on 2973 gospodarstw domowych i 15782 mieszkańców (8042 kobiet i 7740 mężczyzn).